# Prix Albert-Bernard
Le prix Albert-Bernard  est un prix littéraire français annuel de l’Académie des sciences d’outre-mer, créé en 1993 et « destiné à récompenser un auteur ayant traité de l’Afrique et plus particulièrement de la Corne de l’Afrique ».
Albert Bernard , né le 31 août 1909 à Aiguebelle et mort le 18 janvier 1935 à Môdahtou, est un élève-administrateur colonial. Sa mort en Côte française des Somalis au cours d'un affrontement contre un « rezzou » devient le symbole de la conquête française de ce territoire.

## Liste des lauréats
- 1993 : Ali Moussa Iye (1957-....) pour Le verdict de l’arbre.
- 1994 : Abdourahman Waberi pour Le pays sans ombre.
- 1995 : Rosanna Van Gelder de Pineda (1941-....) pour Le chemin de fer de Djibouti à Ad-dis Abeba.
- 1996 : M. Abdi pour Textes et recueils sur la Somalie.
- 1997 : Idris Youssouf Elmi (1961-....) pour La galaxie de l’absurde.
- 1998 : Ali Coubba (1961-....) pour L’aleph-ba-ta : récits de Tadjoura.
- 1999 : Chehem Watta (1962-....) pour l’ensemble de son œuvre.
- 2000 : Baba Moustapha pour Le Souffle de l'harmattan.
- 2001 : Géraud Magrin (1972-....) pour Le sud du Tchad en mutation.
- 2002 : Didier Morin (1947-....) pour l’ensemble de son œuvre.
- 2003 : Colette Dubois (1952-....) pour L’or blanc de Djibouti : salines et saulniers, XIXe – XXe siècles.
- 2004 : Mohamed Aden (1936-....) pour Ourrou-Djibouti, 1991-1994 : du maquis afar à la paix des braves.
- 2005 : Claire Bosc-Tiessé (1970-....) et Anaïs Wion pour Peintures sacrées d’Éthiopie : collection de la mission Dakar-Djibouti.
- 2006 : Jean-Pierre Renaud (1933-....) pour Le vent des mots, le vent des maux, le vent du large : rôle de la communication et des communications dans les conquêtes coloniales de la France, 1870-1900.
- 2007 : Serge A. M. Tornay et Estelle Sohier (1977-....) pour Empreintes du temps : les sceaux des dignitaires éthiopiens du règne de Téwodros à la régence de Tâfëri Mâkonnen.
- 2008 : Danielle Ben Yahmed (1939-....) et Amina Saïd Chiré pour Atlas de Djibouti.
- 2009 : Mouhammadou Baldé (1923-....) et Bernard Salvaing (1951-....) pour Une vie de Fouta-Djalon.
- 2010 : Mickaël Bethe-Selassié pour La jeune Éthiopie : un haut fonctionnaire éthiopien, Berhanä-Marqos Wäldä-Tsadeq, 1892-1943.
- 2011 : Simon Imbert-Vier (1963-....) pour Tracer des frontières à Djibouti : des territoires et des hommes aux XIXe et XXe siècles.
- 2012 : Philippe Oberlé (1941-....) pour L’Afrique en zigzag.
- 2013 : Amina Saïd Chiré pour Le nomade et la ville à Djibouti : stratégies d’insertion urbaine et production de territoire.
- 2014 :
  - Aramis Houmed Soulé pour Les Afar, la révolution éthiopienne et le régime du Derg, 1974-1991.
  - Claude Lepage (1938-....) et Jacques Mercier (1946-....) pour Lalibela, capitale de l’art monolithe d’Éthiopie.
- 2015 : 
  - Glen Warren Bowersock (1936-....) pour Le trône d’Adoulis : les guerres de la mer Rouge à la veille de l’islam.
  - Robert Wiren (1939-....) pour Somaliland, pays en quarantaine.
- 2016 : Nadifa Mohamed pour Le verger des âmes perdues.
- 2017 : Kadar Ali Diraneh pour Regards croisés entre colonisateurs et colonisés : Français et Djiboutiens dans la littérature.
- 2018 : Thibault Lefeuvre pour Éducation tropicale.
- 2019 : Catherine Mayeur-Jaouen pour Voyage en Haute-Egypte : prêtres, coptes et catholiques.
- 2020 : Mia Couto pour Les sables de l’empereur.
- 2021 : Audrey Carotenuto pour Esclaves et résistances à l’île Bourbon (1750-1848) : de la désobéissance ordinaire à la révolte.
- 2022 : Hugues Fontaine pour Ménélik : une Abyssinie des photographes 1868-1916
- 2023 : Prix non attribué
- 2024 : Mounir Arbach pour Le Yémen ancien : histoire inachevée des cités-Etats et royaumes : VIIIe-VIe siècles av. J.-C